# Kanton Évron
Kanton Évron (fr. Canton d'Évron) je francouzský kanton v departementu Mayenne v regionu Pays de la Loire. Tvoří ho 11 obcí.

## Obce kantonu
- Assé-le-Bérenger
- Châtres-la-Forêt
- Évron
- Livet
- Mézangers
- Neau
- Saint-Christophe-du-Luat
- Sainte-Gemmes-le-Robert
- Saint-Georges-sur-Erve
- Vimarcé
- Voutré